# Ernesto Raquén
Ernesto Raquén (Carmelo, Uruguay; 1908 - Buenos Aires, Argentina; 13 de mayo de 1976) fue un gran actor uruguayo y galán de la época dorada cinematográfica argentina.

## Carrera
Raquén fue un actor de carácter, el típico galán pícaro de grandes estrellas del cine sonoro argentino como Fanny Navarro, Aída Luz, Amelia Bence, Tulia Ciámpoli y Mecha Ortiz.
Actuó en unos treinta films argentinos compartiendo cartel con emblemáticas figuras de la escena nacional como Pepe Arias, Pedro Maratea, Olinda Bozán, Angelina Pagano, Herminia Franco, Floren Delbene, Pepita Serrador, Severo Fernández, Héctor Quintanilla, Roberto Fugazot, entre muchos otros.
En teatro se inició profesionalmente junto a Enrique Muiño. Integra diversas compañías al lado de Mario Soffici, Orestes Caviglia, Francisco Petrone, Paulina Singerman y Carlos Cores. Visitó repetidas veces la ciudad de Rosario, Santa Fe, donde hizo exitosos espectáculos

## Filmografía
Como actor:
- 1936: Amalia, junto a Floren Delbene y Herminia Franco.
- 1937: Melgarejo
- 1937: Melodías porteñas como Carlos Aguirre
- 1938: Con las alas rotas
- 1938: El cabo Rivero
- 1939: Margarita, Armando y su padre
- 1939: Muchachas que estudian
- 1940: El hijo del barrio
- 1940: Encadenado
- 1940: Amor
- 1940: El haragán de la familia
- 1941: Un bebé de París
- 1941: El hermano José
- 1942: Ponchos azules
- 1942: Tú eres la paz
- 1942: Concierto de almas
- 1942: Bruma en el Riachuelo
- 1944: Hay que casar a Paulina

- 1944: El fin de la noche como Jaime
- 1945: La pródiga
- 1946: Romance musical
- 1948: Porteña de corazón
- 1966: Una máscara para Ana
- 1966: Mi primera novia
- 1966: De profesión sospechosos en el papel de un oficial
- 1969: Kuma Ching
- 1971: Aquellos años locos
- 1971: La familia hippie
- 1971: La valija[2]

Como asistente de producción:
- 1946: María Rosa, protagonizada por Amelia Bence, Enrique Álvarez Diosdado y Alberto Closas.

## Radio
Raquén se lució también en varios radioteatros de famosas emisoras de la época como fue la emisora Carve.
En 1946 trabajó con Iris Marga, Santiago Gómez Cou y José Cornellas por Radio Belgrano.

## Teatro
- El diablo metió la cola (1934), junto a Mario Soffici, Francisco Petrone, Luis Mendoza, Graciliano Batista, Yola Grete y Rafael Diserio.
- Al marido hay que seguirlo (1944), estrenada en el Teatro Odeón.
- Bésame Petronila (1949).[4] También entre sus extensas obras actuó junto al gran cómico Florencio Parravicini.
- Cuatro en el paraíso (1963).
- Asesinato sin crimen (1963).[5]